# Siqueira Campos Pro Tork Futsal
Siqueira Campos Pro Tork Futsal, também conhecido como Pro Tork Futsal, é um clube de Futsal, sediado na cidade de Siqueira Campos - PR. Suas cores são o Amarelo e Preto, e manda seus jogos no Ginásio Raulino Ceccon com capacidade para aproximadamente 1.300 pessoas. O clube é o atual vice-campeão do Paranaense Série Prata, foi Campeão da Série Bronze de 2017 e em 2020 disputará após 17 anos o Campeonato Paranaense de Futsal da Chave Ouro a principal divisão do estado, além de disputar a Liga Paraná de Futsal.

## História

### Década de 90 e início de 2000
Inspirado na história de sucesso da Associação Desportiva Classista Inpacel, que conquistou vários títulos nacionais e mundiais, o vizinho do norte criou o seu 1° time no auge da equipe de Arapoti. Logo em 1993 foi criado o Siqueira Campos Bonilha Futsal, que viria a disputar em 1994 o seu 1° campeonato da elite estadual: a Taça Paraná de Futsal, que naquele ano seria vencido mais uma vez vencido pela Tetracampeã, Inpacel Futsal. 
No ano de 1995, a Federação Paranaense de Futsal, decidiu criar uma competição com o objetivo de manter as equipes por mais tempo em atividade, Jorge Kudri (in memoriam), presidente da FPFS na época, idealizou um campeonato mais longo, onde as equipes teriam de investir mais e buscar um grau maior de profissionalização. Os demais clubes poderiam disputar a Chave Prata, em moldes parecidos com a antiga Taça Paraná para buscar o acesso para a 'Ouro'. Foi então que a equipe do Norte Velho disputara a 1ª edição da Chave Ouro.
A equipe continuou jogando na principal divisão do estado entre 1995 até 2003, quando acabou sendo rebaixada. Ao todo foram 9 participações na Série Ouro, com destaque à campanha de 1998, na qual o time alcançou a 3ª colocação da elite do estado.

### Retorno às quadras
Após 11 anos sem disputar nenhuma competição profissional, o time foi continuado e entrou na disputa da Série Bronze de 2014 em busca de uma vaga para a Série Prata, e logo no seu primeiro ano de retorno às quadras, o time conseguiu o acesso a Segunda Divisão de Futsal ao ser vice-campeão da Bronze.
Em 2015, na sua 1ª vez disputando a "Segundona",  a equipe chegou até as semifinais, quando foi eliminado pelo vice-campeão naquele ano, Colégio Londrinense. 
Em 2016 o projeto foi temporariamente suspenso, e só foi retomado em 2017, quando a equipe mais uma vez ingressou na Série Bronze. E foi um ano memorável para os torcedores siqueirense. O Pro Tork Futsal chegou na final contra o Pitanga Futsal, em uma eliminatória melhor de 3 partidas, e venceu o 1º jogo em sua casa pelo placar de 4 a 2, e novamente venceu o adversário no 2º jogo, desta vez, no Ginásio Lolo Cleve, pelo placar elástico de 6 a 1, eliminando a necessidade de 3ª partida e sagrando-se Campeão da Série Bronze de 2017.
Em 2018, retornou a Série Prata, começando mal o campeonato e somando 4 pontos em 6 jogos, a diretoria foi obrigada a realizar uma reformulação durante o campeonato. Foram mandado embora todos os atletas, e mudou-se a comissão técnica, ficando apenas os goleiros Serra e Gabriel Siqueira, e o pivô Rhailan. A montagem do elenco, comandada pelo Técnico Enedir Júnior foi precisa, o time arrancou na tabela e se classificou para as próximas fases. Novamente chegou nas semifinais, mas acabou terminando o campeonato na 3ª colocação, após ser eliminado nas semifinais pelo Dois Vizinhos Futsal, com muitas polêmicas relacionadas à arbitragem nos 3 jogos da decisão.

### Rebrande acesso
Em 2019, o Siqueira Campos, mudou completamente sua identidade visual, adotando o "Tigre" como novo símbolo do time, e utilizando de vez no seu escudo as cores Preto e Amarelo, em menção as cores do seu principal patrocinador, a Pro Tork, que também leva o nome do time. A base da equipe semifinalista de 2018 foi mantida, e com alguns reforços pontuais o time terminou a 1ª fase em 3º com 56% de aproveitamento, e com 6 pontos a mais que o 4º colocado. Na 2ª Fase, o Tigre jogou 6 partidas, vencendo 5, e empatando apenas 1 fora de casa. Nas semifinais, se reencontrava com um antigo conhecido, o Pitanga Futsal. Em mais uma eliminatória melhor de 3 jogos, o  representante do Norte Pioneiro, conseguiu um feito surpreendente, na qual estava perdendo por 6 a 1 no segundo tempo para a equipe da casa, e conseguiu empatar o jogo. No jogo da volta a equipe Siqueirense levou a melhor contra o adversário e venceu por 5 a 1, eliminando mais uma vez a necessidade de 3º jogo, e garantindo o acesso a elite do futsal parananense em 2020. Na Final do Campeonato, acabou empatando o 1º jogo em casa, e perdendo o 2º jogo na casa do ACEL Chopinzinho, e terminou o ano com o vice-campeonato, além de ter ganho os Jogos Abertos do Paraná - Divisão B.